# Gozdna železnica Mislinja–Komisija
Gozdna železnica Mislinja - Komisija je bila prometna pot za izvoz  lesa s Pohorja po Mislinjskem grabnu od zaselka Komisija do naselja Mislinja.
Promet po gozdni železnici je stekel leta 1902. Proga je bila grajena s tirno širino 760 mm, kar je bila običajna širina za takratne gozdne in industrijske železnice. Progo je dal zgraditi lastnik gozdov na Pohorju Arthur Perger.
Mislinjska gozdna železnica je bila nadvse preprosto zgrajena. Dolžina proge je bila sprva 9,6 km in je potekala od Komisije (1100 mnm) do Mislinje (okoli 600 mnm). Ustrezala je minimalnim varnostnim predpisom. Sprva je bila to gozdna železnica s konjsko vleko, tako imenovana "koturača". Prazne vagone so konji vlekli do skladišča hlodovine na Komisiji, kjer so jih naložili, polni vagoni pa so se samotežno spuščali v dolino. Iz gozda so vozili tehnični in ogrevalni les, lubje in oglje, v gozd pa živež, gozdne delavce in prebivalce Komisije. Vagone so zavirali zavirači, ki so jih z nemško besedo imenovali "bremzarji". Proga je imela ostre ovinke in naklon tudi do 50%. Na progi je bilo več izogibališč, tako da so se lahko vlaki srečevali.
Obratovanje železnice s konjsko vprego se je izkazalo za počasno in z omejeno zmogljivostjo. Zato je začel Perger razmišljati o posodobitvi z novim načinom vleke, predvsem s pomočjo elektrike. Že leta 1898 je zgradil v Mislinji malo hidroelektrarno z močjo 12 KW in napetostjo 150 V. Leta 1913 je postavil nižje od prve novo hidroelektrarno imenovano "helferica" z dvema turbinama. Turbini sta gnali dva dinama moči 59 in 55 kW z enosmerno napetostjo 550 V. Gozdno progo so elektrificirali z enosmernim tokom iz te centrale. Istega leta je tovarna AEG dobavila preprosto dvoosno električno lokomotivo z močjo 16 kW in težo 3,5 tone.
Povečan promet na gozdni železnici je leta 1919 narekoval razširitev voznega parka. Nabavili so še eno električno lokomotivo pri istem proizvajalcu. Lokomotiva je bila konstrukcijsko enaka kot prva, vendar pa s 24 kW moči znatno zmogljivejša. Vse do leta 1945
je mislinjska gozdna železnica obratovala z obema lokomotivama.
Gozdna proga je bila sprva dolga 9,6 km, vendar so jo kasneje podaljšali na 10,5 km ( podaljšana do železniške postaje Mislinja). Na progi je vozilo 12 gozdnih vagonov, oziroma 6 parov. Na en vagonski par so lahko naložili do 5 m³ lesa (hlodovine), dolgega največ 4 metre. Gozdni železniški vagoni so bili kovinski, opremljeni z drsnimi ležaji in brez vzmetenja.
Običajno je lahko lokomotiva odvlekla po tri pare vagonov do skladišča hlodovine na Komisiji. Vožnja do Komisije je trajala približno eno uro. Samotežno spuščanje naloženih vagonov je trajalo približno trideset minut. Sama lokomotiva pa se je v dolino vrnila prej kot v eni uri. Po progi so v enem dnevu spustili do osemnajst parov naloženih vagonov, kar pomeni, da so prepeljali do največ 90 m³ lesa. Lokomotiva je običajno do 6x na dan dostavila prazne vagone na Komisijo in tako prevozila 126 km dolgo pot.
Mislinjska gozdna železnica je obratovala tudi med drugo svetovno vojno. Občasno so jo uporabljali tudi partizani, saj je bila v bližini partizanska bolnica "Planika". Konec vojne sta obe lokomotivi pričakali pokvarjeni. Zato so po koncu vojne odkupili lokomotivo z gozdne železnice Jelendol.
Skromna zmogljivost železnice in iztrošen vozni park sta povzročila, da je proga po Mislinjskem grabnu maja 1957 nehala obratovati. Po ustavitvi so progo razdrli ter ves železen material prodali za staro železo. Traso nekdanje proge so uporabili za novo kamionsko cesto, ki je bila zametek vseh kasnejših gozdnih cest Gozdnega gospodarstva Mislinja.
Od gozdne železnice se je do danes ohranil most čez reko Mislinjo. Tudi ljudje iz Komisije so se izselili v dolino.